# Jonathan Aberdein

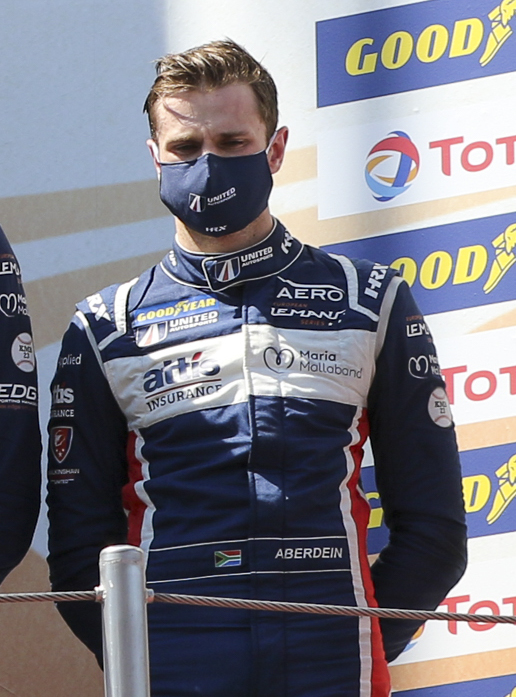
Jonathan Aberdein

Jonathan Aberdein (Kaapstad, 14 februari 1998) is een Zuid-Afrikaans autocoureur. Zijn vader Chris Aberdein is eveneens autocoureur en was onderdeel van het Zuid-Afrikaanse fabrieksteam van Audi in de jaren '90.

## Carrière
Aberdein begon zijn autosportcarrière in het karting in 2013 en bleef hier tot 2016 actief. Dat jaar maakte hij ook de overstap naar het formuleracing, waarbij hij zijn Formule 4-debuut maakte in het ADAC Formule 4-kampioenschap voor het team Motopark. Hij kende een goed eerste seizoen, waarin hij op het Circuit Park Zandvoort één keer op het podium stond. Met 49 punten werd hij veertiende in het kampioenschap.
In de winter van 2016-2017 kwam Aberdein uit in het Verenigde Arabische Emiraten Formule 4-kampioenschap voor Motopark. Hij kende een zeer succesvol kampioenschap, waarin hij veertien van de achttien races wist te winnen en met 368 punten overtuigend kampioen werd. Aansluitend keerde hij terug in de ADAC Formule 4, waarin hij voor Motopark bleef rijden. Hij verbeterde zichzelf ten opzichte van het vorige seizoen, met twee podiumplaatsen in de seizoensopener op de Motorsport Arena Oschersleben en nog twee andere podia tijdens het tweede raceweekend op Oschersleben en op de Hockenheimring. Met 94 punten eindigde hij als negende in het klassement.
In 2018 maakt Aberdein de overstap naar het Europees Formule 3-kampioenschap, waarin hij zijn samenwerking met Motopark voortzet.